# 요시아
요시아(공동번역), 혹은 요시야(개역개정)(히브리어: יאשיהו, 그리스어: Ιωσίας; 기원전 640년경~기원전 609년경 재위)는 유다 왕국의 16대 국왕으로, 재임중 종교 개혁을 단행하였다. 많은 역사가들은, 그의 신명기 개혁운동 과정에서 성서에 속한 여러 책들이 편집되거나 확립된 것으로 파악하고 있다.

## 등극과 종교 개혁
전왕 아몬과 보츠캇 출신 아다야의 딸 여디다의 아들이었던 요시야는 아몬이 죽임을 당하자 백성들에 의해 8살의 나이로 왕위에 올랐다. 그는 하나님에 눈에 드는 옳은 일들을 하였고 자기 조상 다윗의 길을 걸었다.
역대하는 요시아가 왕이 되었을 때 여덟 살이었다고 기록한다. 재위 8년째에 그는 "조상 다윗의 하나님을 비로소" 찾기 시작했고, 재위 12년째에는 예루살렘과 유다 전역에 있는 바알, 아세라 제단과 우상을 파괴하기 시작하였다.
그는 어린 몸으로 하나님을 찾아 산당과 아세라 목상, 조각 신상, 주조 신상들을 치우고 유다와 예루살렘을 정화하기 시작했다. 바알 제단도 무너뜨리고 제단 위 분향 단들도 부수었으며 아세라 목상과 조각 신상과 주조 신상들을 부수어 가루로 만들고는 그 가루를 우상들에게 제물을 바치던 자들의 무덤 위에 뿌렸다.
그리고 사제들의 뼈를 그 제단 위에서 태웠고 이렇게 유다와 예루살렘을 정화하였다. 므낫세와 에브라임, 시므온, 납달리에 이르기까지의 성읍들의 광장에서, 곧 온 이스라엘 땅에서 제단을 무너뜨리고 아세라 목상과 조각 신상들을 깨뜨려 가루로 만들고 분향 단들을 부순 다음 예루살렘으로 돌아왔다.

## 성전 보수 공사와 율법서의 발견

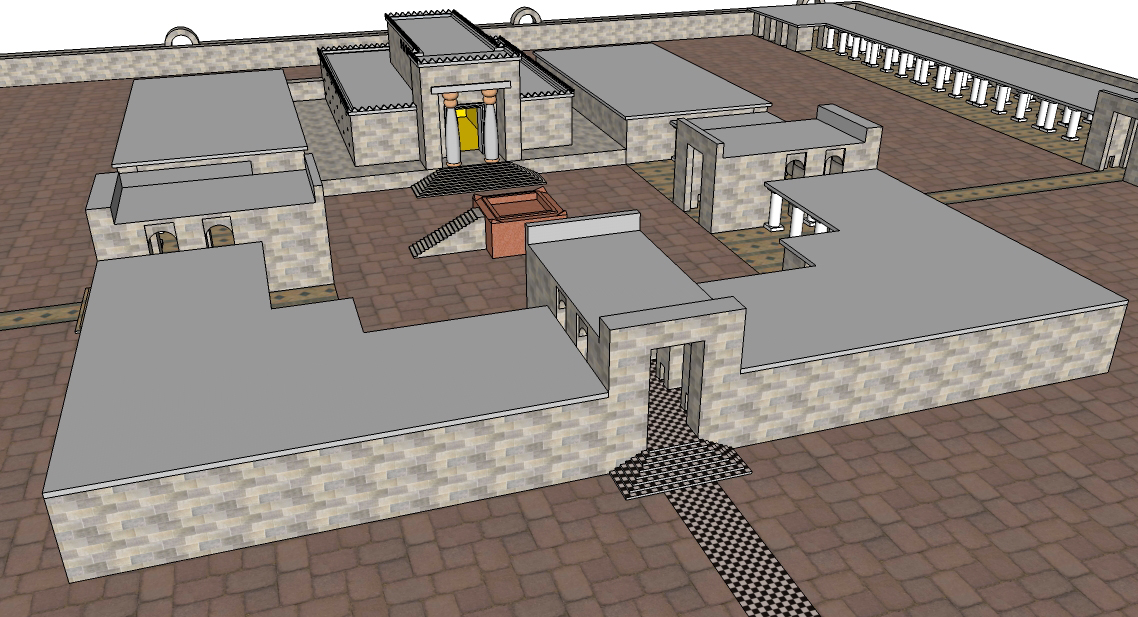
제1성전의 내부 권역 복원도.

역대기에서는 요시아가 재위 18년 이전부터 추진하던 종교개혁을 자세히 기록하고 있는 반면, 열왕기하는 예루살렘에 있는 성전의 복원에서부터 기록을 시작한다.
요시야는 나라와 성전을 정화한 다음 아찰야의 아들 사판과 마아세야 성주와 요아하스의 아들 요아 기록관을 보내 성전을 보수하게 하였다. 그리고 므낫세와 에브라임, 나머지 이스라엘 지역의 모든 주민과 온 유다와 베냐민과 예루살렘 주민들과 레위인에게서 모은 돈을 힐기야 대제사장에게 내놓았다.
그 돈을 성전 보수 공사를 책임지는 일꾼들에게 나눠주고 일꾼들에게 성전을 고치고 보수하게 하였다. 또 목수와 석수에게도 돈을 주어 전 유다의 왕들이 폐가로 만들어 버린 건물들을 고치는 데 쓸 깎은 돌과 도리와 들보 재목을 사게 하였다.
그 사람들은 일을 성실히 하여 그들을 지휘할 사람으로 므라리의 자손 야핫과 오바드야, 크핫의 자손 즈카르야와 므술람 등 레위인들이 임명되었다. 악기를 잘 다루는 레위인들은 짐꾼을 감독하고 각종 작업을 하는 일꾼들을 지휘하였다. 그리고 몇몇 레위인들은 서기관, 행정관, 문지기 역할을 맡았다.
사람들이 성전에 들어온 돈을 꺼내고 있었는데 힐기야 사제가 모세를 통해 주어졌던 하나님의 율법서를 발견했다. 힐기야는 사반 서기관에게 책을 주고 사판을 그 책을 임금에게 보고하였다. 열왕기하 22장 8절에 나오는 '세페르 하토라(히브리어: ספר התורה)'라는 구절은 여호수아 1장 8절과 8장 34절에서 여호수아가 모세에게 받은 율법을 묘사할 때 사용한 구절과 동일하다. 본문에서는 이 책이 토라라고 명시하지는 않으나, 많은 학자들은 이것이 신명기의 사본이거나 신명기의 일부가 된 본문이라고 본다. 율법서의 내용을 들은 요시야는 힐기야와 사반의 아들 아히캄, 마가의 아들 압돈, 사반 서기관, 시종 아사야에게 명령해 힐기야는 왕이 보낸 이들과 함께 여예언자이자 하스라의 손자이자 톡핫의 아들 살룸 예복 담당관의 아내 훌다에게로 갔다.
이에 훌다는 이스라엘에 큰 재앙이 내릴 것을 예언했다.

## 언약궤
고고학자들의 연구에 따르면, 법궤는 이스라엘의 기럇 여아림에 있었을 가능성이 크다고 한다. 기원전 7~8세기에 이 곳은 강력한 신앙의 중심지였고, 이 도시 유적에서는 이스라엘 북왕국과 관련된 일종의 거대한 신전이 발굴되었기 때문이다. 몇몇 학자들은 이 같은 발견과 역대하 35:3을 근거로, 사실 법궤는 성경에서처럼 왕국 형성 초기에 곧바로 예루살렘으로 옮겨진 것이 아니라, 이스라엘 왕국 후기 요시아 통치기에 옮겨졌다고 주장한다. 또한 고고학자들은 당시 팔레스타인 지방에서 성물을 상자 속에 넣어 운반하는 것은 매우 흔한 전통이었음을 지적하며, 법궤 속에 사실은 수천년 된 석상들이 대신 들어 있었다고 주장하기도 한다.

## 언약
요시야는 사람을 보내 유다와 예루살렘의 원로들을 소집해 왕은 모든 유다인과 예루살렘 주민들과 제사장들, 레위인들과 높은 자에서 낮은 자에 이르기까지 모든 백성들이 성전으로 올라갔다.
그리고 성전에서 발견된 율법서를 모든 사람들에게 들려주었다. 그리고 계명과 법령과 규정을 잘 지켜 그 책에 쓰여 있는 계약의 말씀을 실천하기로 하나님의 앞에서 계약을 맺었고 예루살렘과 베냐민의 사람도 그 계약에 참여시켰다. 그리하여 예루살렘 주민들은 하나님의 계약을 잘 따르게 되었고 요시야는 모든 지역에서 역겨운 것들을 없애 버리고 하나님을 섬기게 하였다.
성경적 인물이다.

## 유월절
요시야는 예루살렘에서 하나님을 기리는 파스카 축제(유월절)를 지냈다. 유월절 양을 잡고 사제들에게 임금을 맡기고 성전에서 맡은 일을 잘 하라고 격려하였다. 또 온 이스라엘을 가르치는 레위인들에게 유월절의 준비에 대해 일러두었다.
요시야는 모든 백성이 유월절 제물로 쓸 수 있도록 어린양과 새끼 염소 3만 마리와 황소 3000마리를 기부하였다. 대신들도 백성들과 사제들과 레위인들을 위해 기부하고 성전 책임자들인 힐기야와 즈카르야와 여히엘도 사제들이 파스카 제물로 쓸 수 있도록 어린양과 새끼 염소 2600마리와 황소 300마리를 내놓았다. 레위인들의 지도자 코난야, 그의 동생 스마야와 느탄엘, 하사브야, 여이엘, 요자밧도 레위인들이 파스카 제물로 쓸 수 있도록 어린 양과 새끼 염소 500마리와 황소 500마리를 기부했다.
예배가 준비되었을 때 임금의 명령으로 사제들은 자기 자리에 서조 레위인들은 조에 따라 자리를 잡았다. 사람들이 파스카 양을 잡자 사제들을 그 피를 받아 뿌리고 레위인들은 가죽을 벗겼다. 그러고 나서 레위인들은 번제물을 따로 떼어 백성의 집안 갈래에 따라 나누어 주고 모세의 책에 쓰인 대로 하나님께 바치게 하였다. 황소도 그렇게 하였다.
그들은 법규대로 유월절 양을 불에 굽고 나머지 거룩한 제물을 냄비와 솥과 단지에 넣고 삶고 뛰어다니며 온 백성들에게 나눠주었다. 그런 다음에야 자신들과 제사장들의 몫을 준비하였다.
아론의 자손 사제들은 번제물과 굳기름을 밤까지 바쳐야 했으므로 레위인들이 자신들과 아론의 자손 자세장들이 몫을 준비하였다. 아삽 자손의 성가대는 다윗과 아삽과 헤만과 임금의 환시가 여두둔의 명령에 따라 제 위치에 서고 문지기들도 저마다 책임을 맡은 대문에 서 있었는데 레위인들이 그들의 몫을 준비해 주어 자기들의 일 자리에서 벗어날 필요가 없었다.
이렇게 하나님의 예배가 모두 준비되어 유월절을 지내고 하나님의 제단 위에 번제물을 바칠 수 있었다. 이렇게 요시야 임금은 어느 임금들 보다도 가장 성대하게 유월절을 지켰다.

## 사망

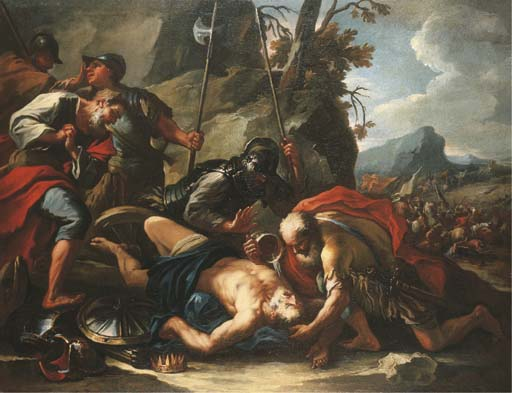
요시아왕의 죽음.

기원전 609년 봄 또는 초여름에, 파라오 네카우 2세는 신아시리아 제국을 신바빌로니아 제국의 침공으로부터 원조하기 위해 출정을 떠난다. 네카우 2세는 군대를 비아 마리스 해안 도로를 따라 시리아로 배치한 뒤 블레셋과 샤론의 저지대를 따라 이동시키고, 남쪽의 이스르엘 골짜기에 있는 언덕의 능선을 넘을 준비를 했다. 이 때 요시아가 이끄는 유다 군대가 메기도에서  이집트군을 막아섰다. 그러나 유다 군대는 패퇴했고 요시야는 전사했다. 이집트는 아시리아와 합류하여 하란에서 바빌로니아인들과 싸웠다. 바빌로니아 연대기는 기원전 609년 담무스월부터 엘룰월까지 이어진 전투를 기록하고 있다. 그러므로 요시야는 기원전 609년 담무스월 이전에 사망하였음을 알 수 있다.
구약성경은 요시아의 죽음에 대한 두 가지 기록을 전한다. 열왕기하에서는 네카우 2세가 메기도에서 요시아를 만나 죽였다고만 언급하고 있는 반면, 역대하에서는 요시아가 이집트 궁수들에 의해 치명상을 입고 예루살렘으로 끌려가 죽었다고 말한다. 후자의 경우 요시아의 죽음은 네카우가 신의 명령에 따라 한 말을 듣지 않았기 때문이라고 적는다. 여기서 전하는 네카우의 말은 다음과 같다.
유다 왕이여, 당신이 나와 무슨 관계가 있소? 나는 오늘 당신을 치러 온 것이 아니고 나와 싸움이 벌어진 왕실을 치러 가는 것이오. '어서 가라.'는 신의 명령을 받고 가는 길이오. 나와 함께 하시는 신의 손에 멸망하지 않으려거든 길을 막지 마시오.— 공동번역 개정판, 역대기하 35장 21절

이 두 기록 중 역대기의 기록을 신뢰하지 않는 학자들이 있다. 이들은 이 구절이 다른 왕인 아합의 죽음에 대한 묘사와 (1) 경고를 무시하고 전투를 벌인 것, (2) 전투 전에 변장한 것, (3) 화살에 맞아 죽은 것, (4) 화살에 맞은 뒤 남긴 말을 비롯해 많은 점에서 매우 유사하다고 지적한다. 따라서 의로운 왕의 죽음의 까닭을 특정한 죄로 돌리는 연대기의 종교적 의제로 서술되었다고 본다.
특히 에릭 클라인은 메기도에서의 전투가 아예 실제로 벌어졌던 일이 아닐 수 있다고 말한다. 더 나아가, 노먼 핑켈슈타인이나 나답 나아만을 비롯한 일부 학자들은 열왕기에서 요시아가 네카우를 전투에서 조우한 것이 아니라, 네카우의 신하로 소환되어 조사를 받고선 이집트에게 바친 공물의 양이 정확하지 않았다는 이유로 참수되었다고 본다.
유대교 랍비 문헌은 요시아의 경건함과 그의 아버지 아몬에 대해 "아몬이 유다의 모든 악한 왕들 중 가장 죄가 많았던 사실은 탈무드의 다음 기록에서 알 수 있다. 아하즈는 제사를 중지했고, 므나쎄는 제단을 허물었고, 아몬은 성전을 황량한 곳으로 만들었고, [거미줄로 덮혀 판독 불가] 아하즈는 율법의 두루마리를 봉인했고, 므나쎄는 신성한 이름을 도려냈고, 아몬은 두루마리들을 모두 불태웠다. 아합은 근친상간을 허용했고, 므나쎄는 스스로 그 일을 저질렀으며, 아몬은 네로처럼 행동해 네로가 어머니 아그리피나로부터 들은 말을 들었다. 아몬은 아들 요시아가 존경받은 왕이 되었음에도 그 스스로의 이름을 앞으로 세상에 올 왕조에 기록되지 못하였다"라고 전한다.

## 사후
하란에서의 패배 이후, 파라오 네카우 2세는 상당한 병력을 남겨두고 이집트로 돌아왔다. 네카우는 돌아오는 길에 여호아하즈가 그의 아버지 요시아의 뒤를 이었다는 것을 알았다. 네카우는 재위한지 3개월밖에 되지 않은 여호아하즈를 폐위시키고 형 여호야김을 그 자리에 앉혔다. 네카우는 여호아하즈를 포로로 데려가며 은 백 달란트와 금 한 달란트를 받아갔다. 메기도에서 요시아의 패배는 다윗 왕조의 종말을 의미하는데, 요시아의 후계자들은 단명했을 뿐만 아니라 이집트가 전통적인 지배권을 되찾으며 유다의 자치권이 무너졌기 때문이다.
요시아의 사망 이후 온 유다와 예루살렘이 그의 죽음을 애도했고 예언자 예레미야도 그를 위한 애가를 지었다.